# Синагога (Узляны)
Синаго́га в Узлянах — деревянная синагога в Узлянах Пуховичского района Минской области.

## История

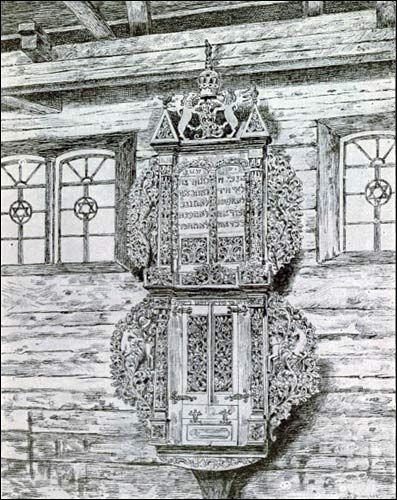
Арон-кодеш, конец XIX века

Строение датируется второй половиной XVII века. Было разрушено в XX веке.

## Архитектура
Деревянное строение отличалось чистотой форм и лаконичностью интерьера. Во внешней композиции доминировала высокая крутая двускатная крыша. Со стороны главного фасада располагалась двухъярусная колонная галерея.

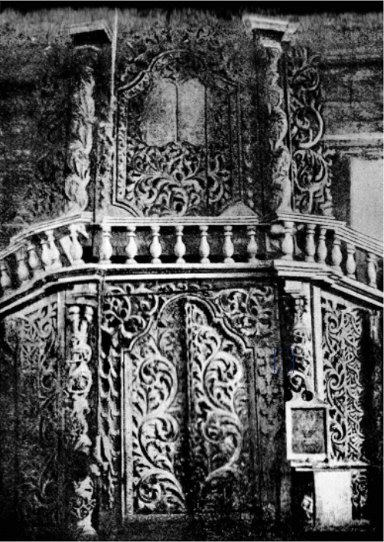